# Jebel, Timiș
Jebel (germană Schebel, maghiară Széphely) este satul de reședință al comunei cu același nume din județul Timiș, Banat, România. Istoric Localitatea Jebel a fost atestată documentar, pentru prima dată în 1334, în evidențele de dijma papală din 1332 – 1337, fiind amintită sub numele de Zephel.
În anul 1425 localitatea a primit dreptul de a organiza bâlciuri,iar pe apa Timișului au existat mai multe mori. Tot atunci, apare în documente atestat un castel construit în pădure, aparținând nobilului Nicolae Treutel.
Viața satului se scurge încet, dar și cu necazuri. În 28 iulie 1914 începe Primul Război Mondial, care se termină la 1 noiembrie 1918. Și locuitorii acestui sat de câmpie au plătit un tribut de sânge - 138 de morți și dispăruți. Cu ocazia Marii Adunări Naționale de la Alba-Iulia, din 1 decembrie 1918, entuziasmul jebelenilor este de nedescris, însă, nu a avut delegați la Adunare. La 1 septembrie 1939 începe al doilea măcel mondial, care se termină la 9 mai 1945, luând și el tributul de sânge - 30 de morți.
La 19 septembrie 1939 au loc tratativele româno-jugoslave privind crearea unui bloc al neutrilor în Balcani și Europa Centrală. Discuțiile s-au purtat într-un vagon diplomatic, în gara Jebel, între Ministrul Afacerilor Străine, Grigore Gafencu și omologul sau jugoslav.
Un fapt remarcabil care scoate comuna Jebel în evidență este acela că i-a fost decernat titlul de „Sat European de Tineret-2024”, fiind prima comună din vestul României care deține acest titlu.